# 约翰·桑顿
约翰·桑顿 （英語：John Lawson Thornton, 1954年1月2日—）是一位美国企业家，目前担任清华大学全球领导力项目客座教授。 他还是巴里克黄金公司的执行董事长。 和盈科拓展集团非执行董事长。 2003年从高盛离职退休。

## 生平
1954年出生在一个富裕家庭，父亲John V. Thornton是联合爱迪生前副主席，母亲Edna Lawson Thornton是一名律师。 他早年就读于霍奇基斯学校, 后来担任学校受托人董事会主席。
1976年毕业于哈佛大学，1978年毕业于牛津大学，1980年毕业于耶鲁大学。2003年被银行街教育学院授予荣誉博士称号。 2007年被选为美国文理科学院院士。 2009年被选为牛津大学圣约翰学院荣誉会士。
他1980年进入高盛，34岁担任公司合伙人。 1983年他创建了高盛欧洲分部并购业务，1985年开始在伦敦工作，1995年到1996年在伦敦高盛国际担任联合首席执行官。1996年到1998年被调任高盛亚洲分部，在亚洲金融风暴期间仍扩展了公司的特许经营。2003年他宣布从高盛离职退休，开始担任中国高校的学术职位，但仍然作为中国问题专家顾问。根据纽约时报的报道，桑顿选择退休是基于 "56岁的鲍尔森先生决定再工作三到五年，这样的延迟影响到了桑顿的升职空间。" 在他退休时，手握2.07亿美元高盛的股份。补偿金在四年内也超过了4000万美元。
2013年巴里克黄金公司面临桑顿补偿金的指责，在公司决定授予他1190万美元的奖金。据《环球邮报》透露，该公司后来承认了股东们关心的利益，并且发誓要修改之前的补偿方法。 在公司2016年度股东大会上，超过90％的巴里克黄金公司股东批准了公司新的补偿方法。
桑顿担任许多大型企业的董事会成员，包括中国联通，汇丰，中国工商银行，英特尔和新闻集团 (1979－2013年)。他目前是巴里克黄金公司执行董事长。 福特汽车董事会成员， 也是盈科拓展集团的非执行董事长。同时也是布鲁金斯学会联合主席。

## 对中国感兴趣
约翰·桑顿对中国感兴趣可以追溯到1980年代，他当时担任高盛亚洲区主席，在他退休之际，高盛成为了许多中国大型国有企业的主承销商。
2006年在布鲁金斯学会成立约翰·桑顿中国中心 2009年他成为主权财富基金中国投资有限责任公司的国际顾问委员会成员。
2013年他支持苏世民学者奖学金的建立，并参加了清华大学的启动仪式。 并作为委员会荣誉成员。
2008年被中华人民共和国授予中国政府友谊奖，这是外国公民能得到的最高荣誉奖项。中国政府还将他列为过去三十年间对中国发展奠定重大贡献的十五名‘外国专家’之一。

## 家庭
他妻子是Margaret Bradham Thornton，有四个子女。